# Ottavio Coletti
Ottavio Coletti (Terni, 14 novembre 1823 – Terni, 13 gennaio 1894) è stato un ingegnere e militare italiano.

## Biografia
Ottavio Coletti, ingegnere ed ufficiale del Regio Esercito, nato a Terni nel 1823, di antica famiglia ternana che molto si spese per l'Unità d'Italia, era figlio del commerciante Filippo Coletti e di Teresa Miselli. Fin da giovane partecipò ai moti risorgimentali per l'Unità d'Italia avvicinandosi alla Massoneria ed alla sinistra repubblicana anticlericale. Si laureò alla facoltà di filosofia e matematiche della Sapienza in Roma. In seguito fu Capo-Sezione nel Ministero della Guerra, Capitano del Genio e deputato della Costituente Romana nel 1849. Dopo la sconfitta e la conseguente restaurazione, la via dell‘esilio fu pressoché obbligata e si stabilì prima a Genova e poi a Torino, lavorando a progetti stradali, ferroviari e nello stabilimento ferriero di Aosta. Il Piano Regolatore della città di Terni del 1886, uno dei primi strumenti urbanistici redatti in Italia, fu opera dello stesso Coletti, insieme all'ingegnere Luigi Corradi, all'architetto Benedetto Faustini e ai geometri Domenico Dorazi e Ferruccio Brunotti. Questo piano prevedeva una sostanziale conservazione del tessuto urbano cittadino dopo l'apertura del nuovo corso, unitamente alla organizzazione delle nuove aree di espansione cittadine oltre le mura medioevali. Fu deputato nella provincia dell'Umbria dal 1876 al 1885, candidato alla Camera dei Deputati nel 1882 non 
riusciedogli di essere eletto.
Massone, fu membro della loggia Giuseppe Petroni di Terni.

## Nomina nella Costituente Romana
Si riporta di seguito l'annuncio dell'elezione come deputato alla Costituente Romana  del 1849, inviato dal Gonfaloniere Presidente dell'Officio Elettorale di Spoleto.
“Mi affretto con vera gioia di significarle che nella generale numerazione dei suffragi avvenuta oggi in quest'Officio elettorale, è risultato essere stata Ella prescelta in uno degli otto rappresentanti della Provincia all'Assemblea Nazionale Costituente Romana e Italiana con 5809 voti. Onore alle Assemblee elettorali che hanno scelto in loro mandatari uomini saggi, probi, istruiti, animati da civile coraggio, amanti dell'ordine e della libertà, e che sopra tutto hanno a cuore la suprema salute dello Stato, la unità e la tanto sospirata indipendenza della travagliata bella nostra Penisola! Ella e gli altri di Lei Colleghi vanno a prendere seggio onorato nel Campidoglio, antica e nuova gloria della Romana potenza: gli elettori sono certi che vi sapranno adempiere convenientemente il sublime mandato”.